# Röda Kvarn, Ängelholm
Röda Kvarn är en biograf i Ängelholm. Biografen är f.n. den enda i Sverige som är THX-certifierad. Biografen har två salonger med sammanlagt 255 platser. Två filmstudior använder också bion för sin verksamhet: Ängelholms Filmstudio och en barnfilmstudio.

## Historik
Röda Kvarn blev klar 1938 och den första föreställningen var filmen "Med folket för fosterlandet". 
Biografen ägdes av Svensk Filmindustri fram till 1982 då nedläggning hotade. Situationen löstes dock genom att Christer Lundgren blev ny ägare och slöt avtal med kommunen om pengar till renovering. Sedan 1990 drivs biografen av Magnus och Marie Olsson som aktiebolaget Röda Kvarn Bio Sverige AB.

### Fotnoter
1. ↑  Consumer « Movies « Find A Thx Certified Cinema «  THX.com, 22 juli 2016 Arkiverad 9 januari 2015 hämtat från the Wayback Machine.

### Webbkällor
- Röda Kvarn Bio i Ängelholm
- Om biografen